# ラーキー
- ラクシャー・バンダン
- ラーキー・バンダン

ラクシャー・バンダン（रक्षा बंधन Raksha Bandhan）またはラーキー・バンダン（राखी बंधन Rakhi Bandhan） は、兄弟と姉妹の関係を祝うヒンドゥー教の祭礼である。ヒンディー語で「保護者の絆」を意味する。

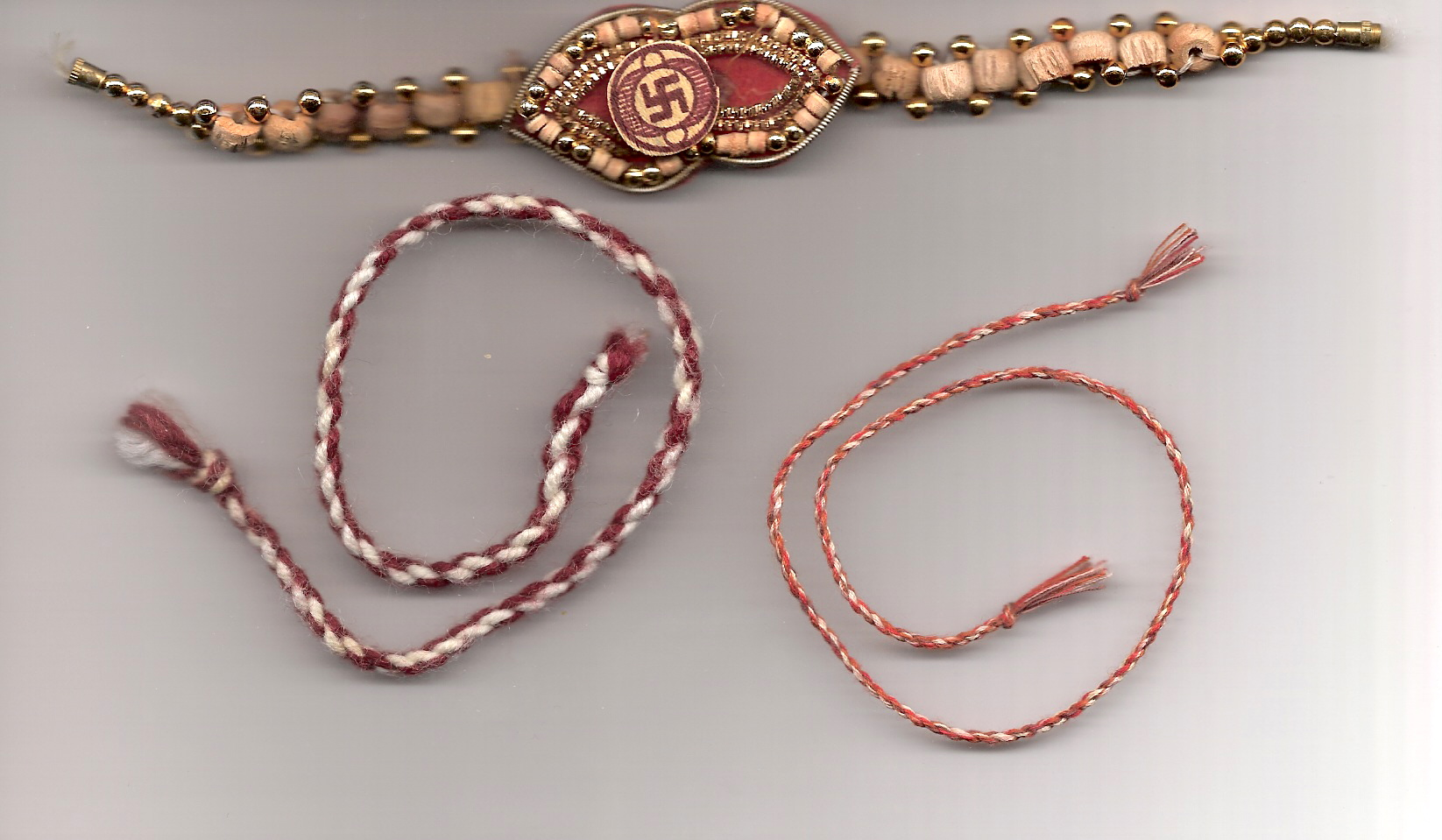
ラーキーの例

姉妹は兄弟の右手首にラーキー（吉祥の紐）を結びつける。兄弟は返礼として贈り物を姉妹に与え、姉妹を保護することを誓う。家族全員で祝うのが一般的である。
ラーキーを与える相手は、必ずしも血縁の兄弟である必要はない。どの男性もラーキーを結ばれることで、一時的に兄弟とみなされ、特に従兄弟には兄弟同様に結ばれる。
ラクシャー・バンダンは、シュラーヴァナまたはサーワン月の満月の日に行われる。

## 歴史
インドの歴史上、実の兄弟でもヒンドゥー教徒でもない男性にラーキーを贈って保護を求めた女性は大勢登場する。
かつて、16世紀にメーワール王国のラーニー・カルナーヴァティーはグジャラートのバハードゥル・シャーに領土を侵攻されたとき、ムガル帝国の皇帝フマーユーンにラーキーを送った。フマーユーンはラーニー・カルナーヴァティーを救いに行くため、そのとき進行中だった軍事行動を断念した。ただし、この話は歴史学的には史実ではないというのが一般的である。
ラーキーはインド独立運動中に見られたように、親族の結束（必ずしも兄弟と姉妹の間に限らない）を示すため、ラクシャー・バンダン以外の特別な場合にも使われることがある。

## 起源
祭礼の起源は、以下に述べる神話上のできごとに由来する。
1. インドラのヴリトラとの戦い - デーヴター（神）の王インドラは、アスラ（悪魔）に敗れ王国を失っていた。彼の師であるブリハスパティの教えにより、インドラの妻シャチーは、来るべき戦いでの勝利を祈念してインドラの手首に紐を結び付けた。
2. ラージスヤ・ヤッギャ中のドラウパディーとクリシュナ - シシュパーラの死後、クリシュナは指から血を流したまま取り残された。パーンダヴァの妻ドラウパディーは、絹のサリーを破き、止血のためにクリシュナの手首に結びつけた。その気遣いに感銘を受けたクリシュナは、ドラウパディーへの愛を告白する。またその恩を何倍にもして返すことを約束し、それからの25年間を恩返しに費やした。ドラウパディーは強大な王の娘であり、また伝説の戦士の妹（姉?）であり、パーンドゥの5人の王子の共通の妻であったにもかかわらず、クリシュナは彼女が本当に信頼できる唯一の男となった。

## 現代のインド
今日ではラーキー祭りにおけるラクシャー（保護）の部分は実質的にその意義を失っているが、兄弟姉妹の間で愛と絆を強める祭としての人気は依然として高い。特に若い女性はプレゼントをもらえる機会としてこの祭りを待ち望んでおり、また大人は、ますます物理的な距離で隔てられて行く兄弟姉妹を思い出す機会と捉えている。ラーキーのデザインも時とともに進化しており、今日では、ラーキー付のグリーティングカード、単純な紐から白檀の香りがするカラフルなバンドや、電子装置のものまで登場している。さらに近年は毎年、祭りの時期には女性が贈るために、ラーキーとプレゼントがセットになった商品のインターネット・ショッピングの広告が出る。

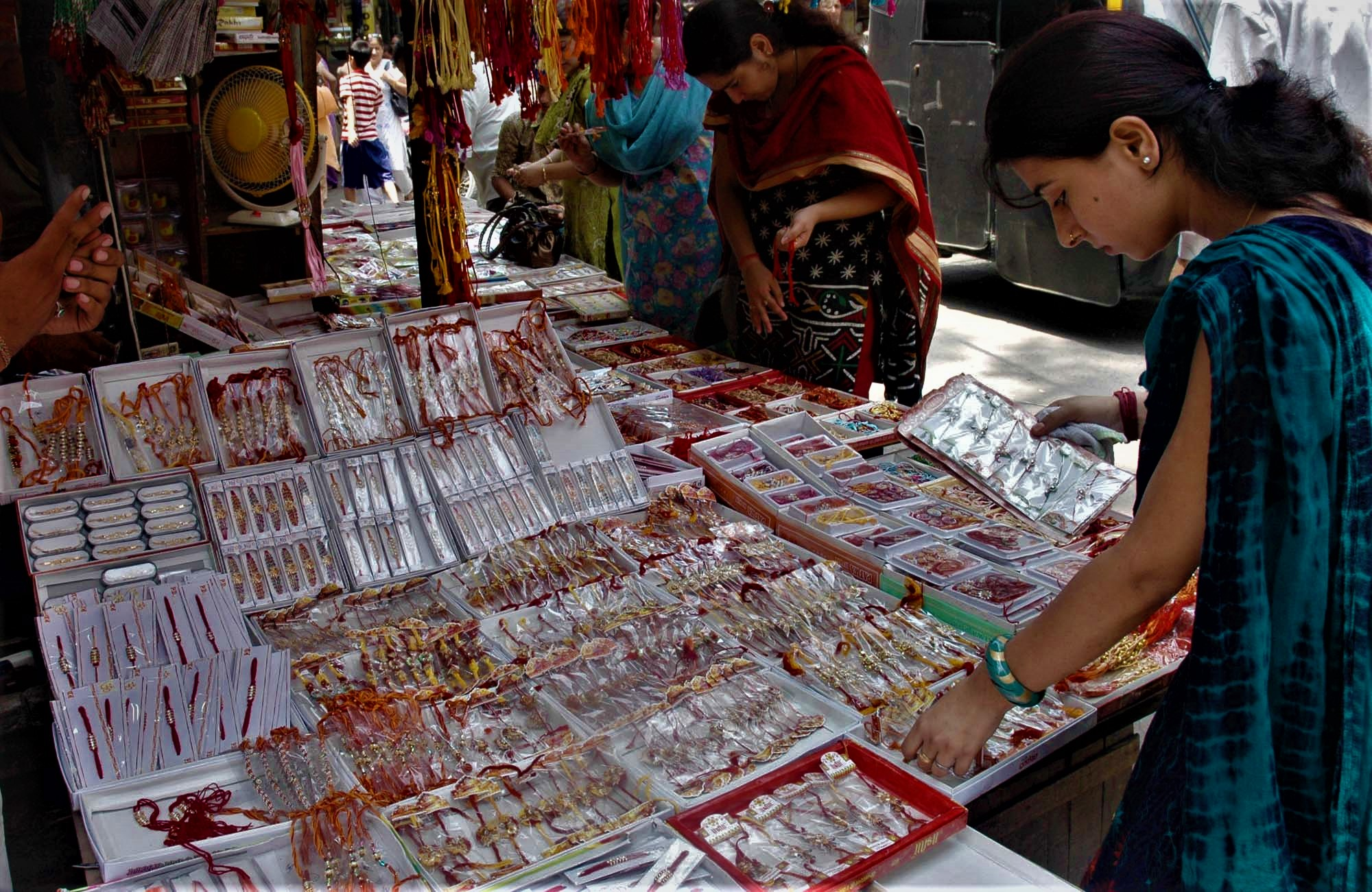
ラーキーを買う女性
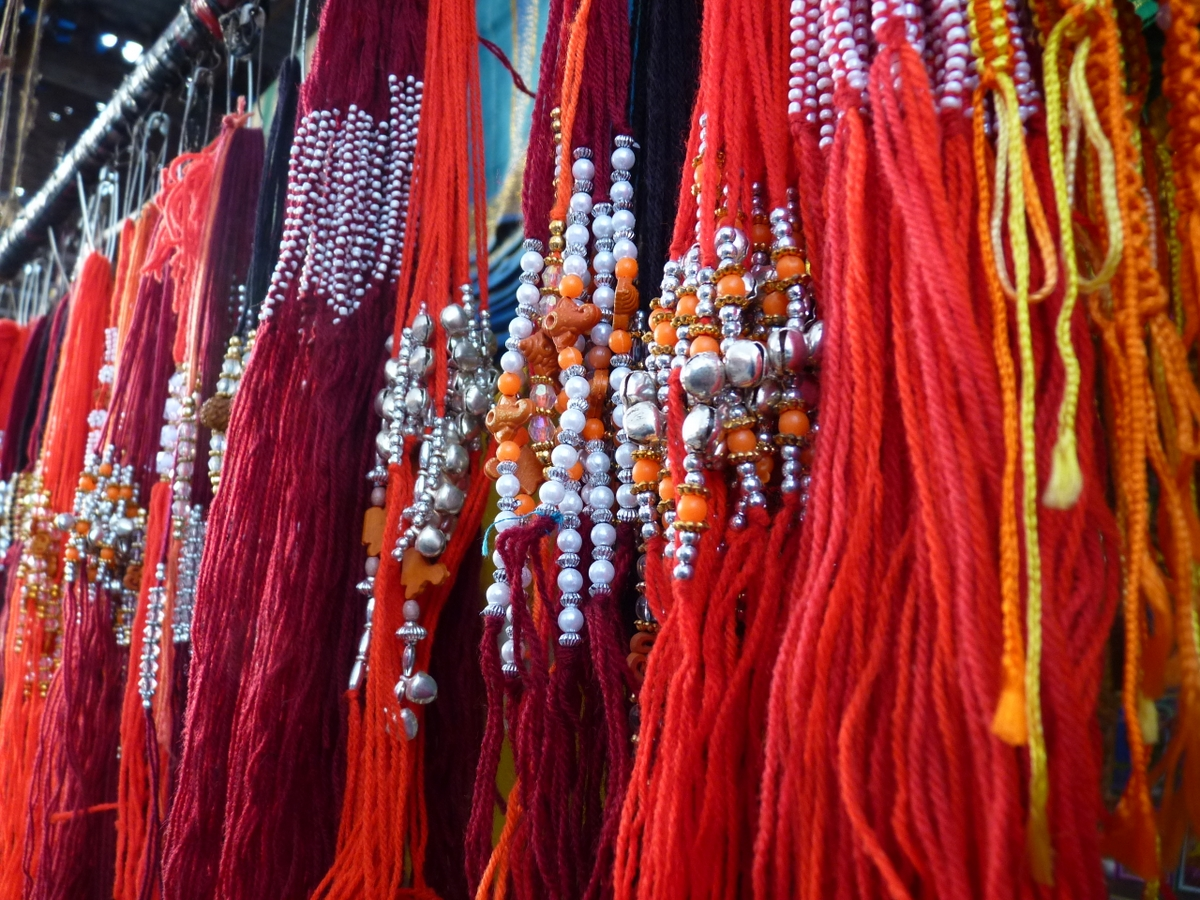
店頭に並べられたラーキー
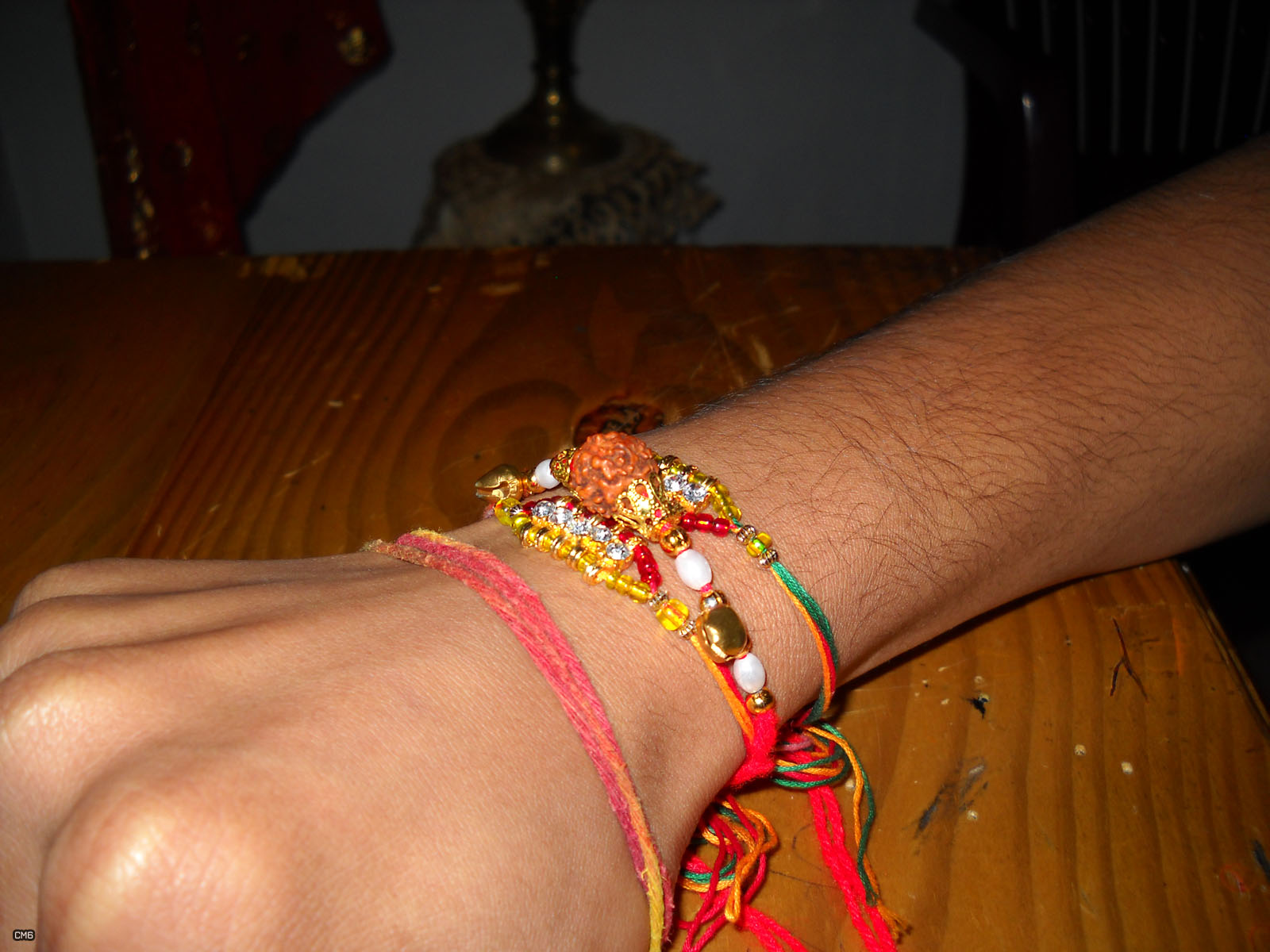
結び付けられたラーキー
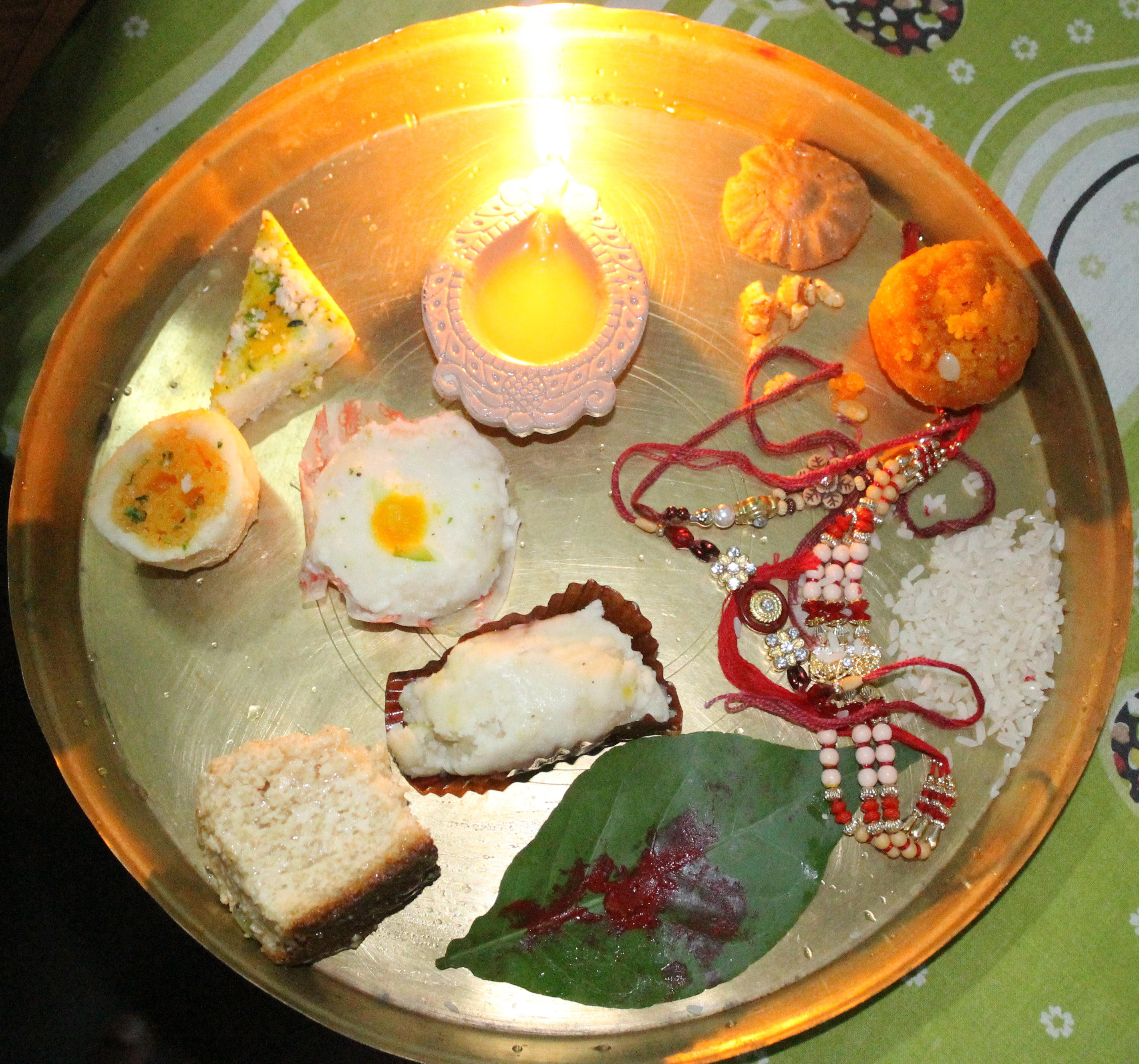
プレートの上のラーキー
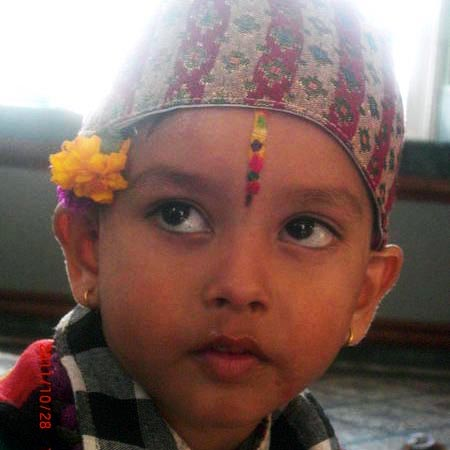
少年の額につけられたティラクと呼ばれる印
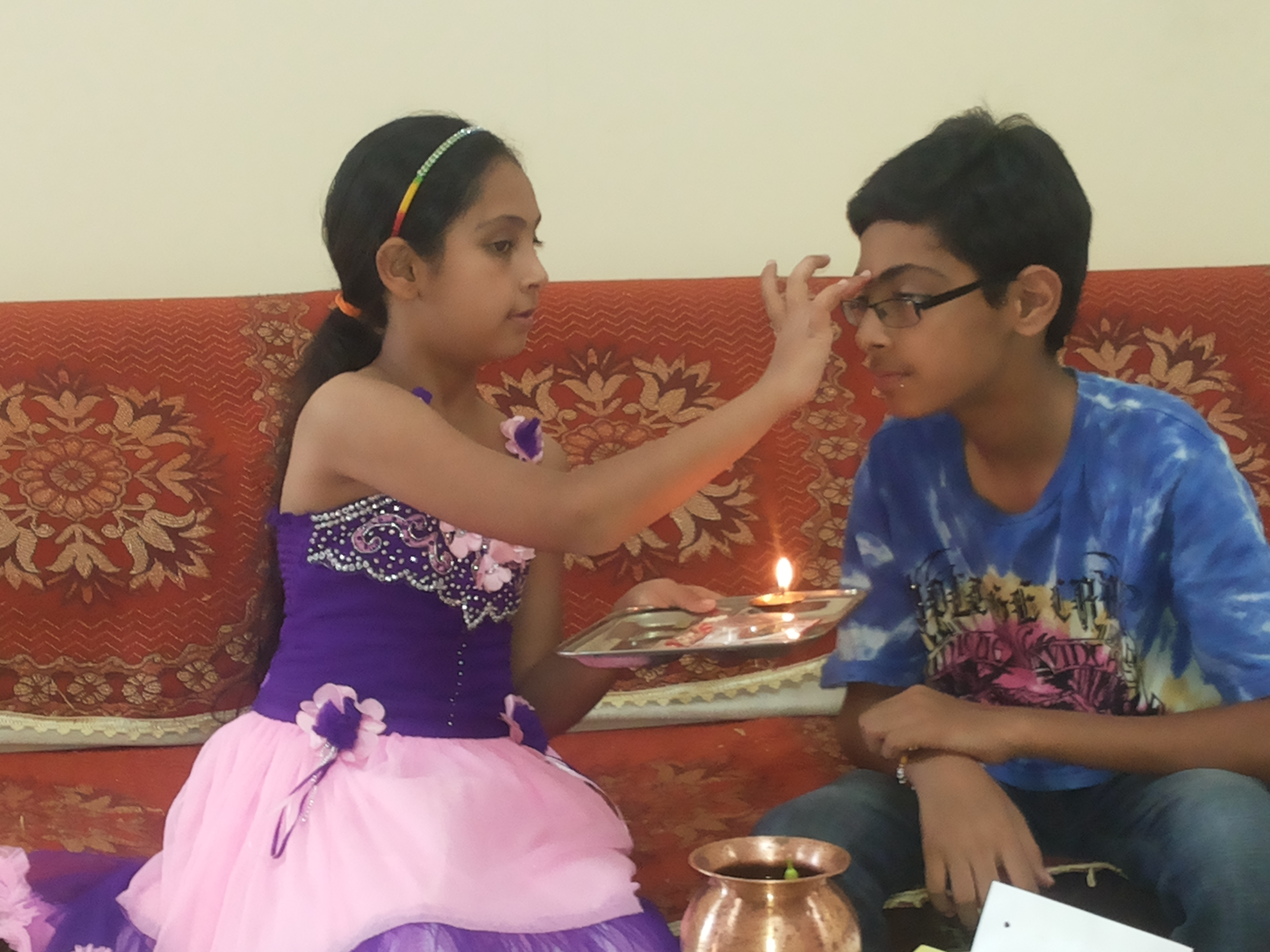
少女がティラクをつける